# Octospiniferoides chandleri
Octospiniferoides chandleri är en hakmaskart som beskrevs av Arthur Allman Bullock 1957. Octospiniferoides chandleri ingår i släktet Octospiniferoides och familjen Neoechinorhynchidae. Inga underarter finns listade i Catalogue of Life.